# Qingdao
Qingdao (voorheen: Tsingtao en Tsingtau) is een miljoenenstad in de gelijknamige prefectuur in de provincie Shandong in China. Bij de volkstelling van 2020 had de stad zelf 6.165.279 inwoners, de gehele prefectuur had 10.071.722 inwoners. 
Qingdao ligt aan de Gele Zee en is de 4e grootste havenstad van de wereld. De prefectuur heeft zeven stedelijke districten en vijf landelijke steden onder zijn jurisdictie. Andere grote steden in de prefectuur zijn Jiaozhou en Pingdu.

## Geschiedenis
Vanaf 1898 was Qingdao voor een periode van 99 jaar door de landelijke overheid verpacht aan het Duitse Keizerrijk en stond het bekend als Tsingtau. Na de moord op twee Duitse missionarissen werd een marine-eskader naar China gestuurd om de pacht af te dwingen. Gedurende de Duitse periode werd de lokale bevolking bij de kust verdreven en zijn veel nieuwe gebouwen in een typische Duitse bouwstijl gebouwd. Daarvan is een deel bewaard gebleven. Duitse kolonisten richtten in 1903 een brouwerij op, die nu nog steeds bier brouwt en verkoopt onder de naam Tsingtao.

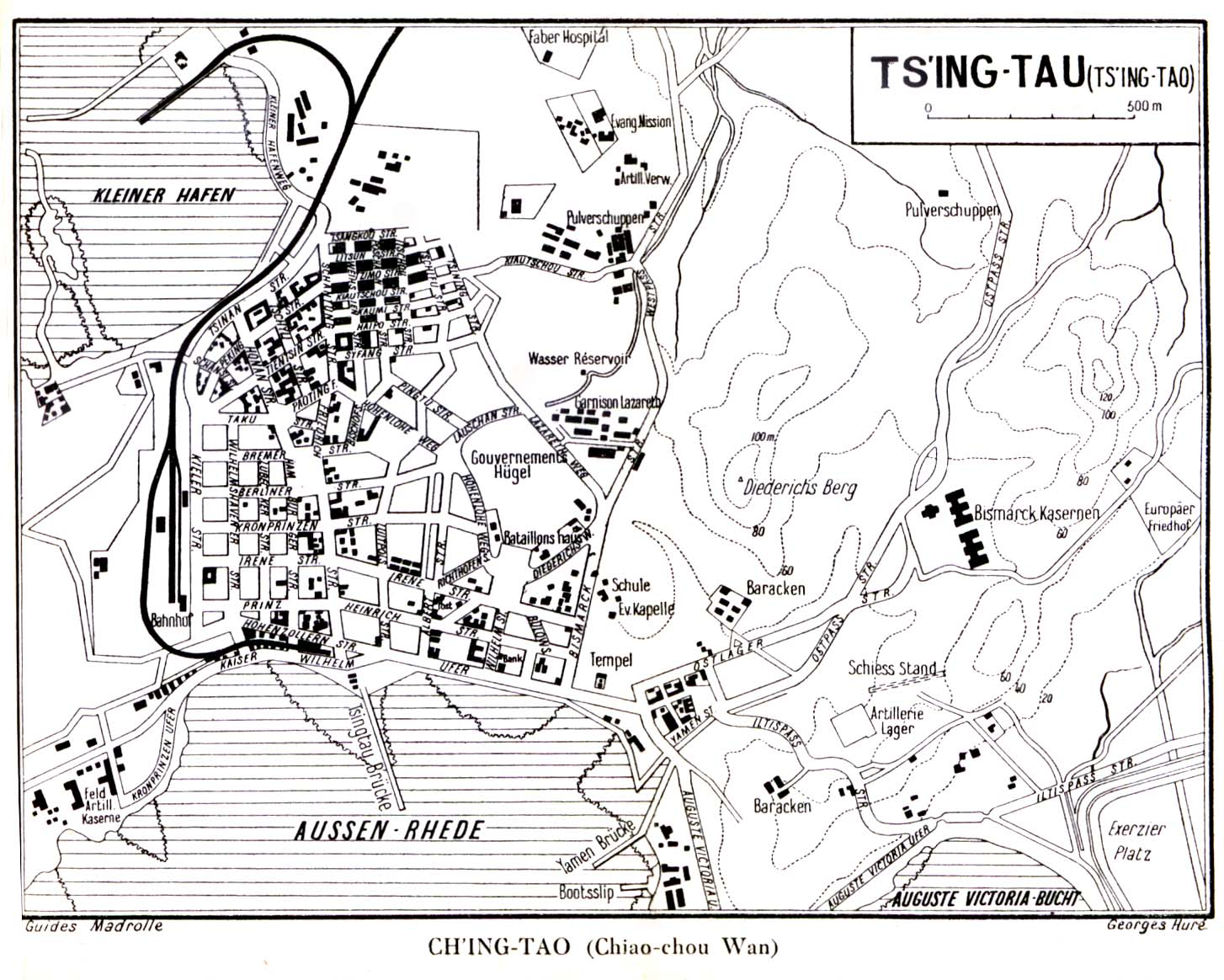
Duitse kaart van Ts'ing-Tau uit 1912

In 1914, enkele maanden na het begin van de Eerste Wereldoorlog, werd de stad bij de Belegering van Tsingtao veroverd door Japan en Groot-Brittannië. Het Duitse marine-eskader, onder leiding van admiraal Maximilian von Spee, was voor die tijd al vertrokken naar Zuid-Amerika. Bij de Vrede van Versailles in 1919 werd Qingdao door de geallieerden overgedragen aan Japan, die het in 1922 aan de Republiek China gaf. China stelde na de Tweede Wereldoorlog de haven ter beschikking als vlootbasis voor de Amerikaanse marine. Dit duurde tot 2 juni 1949, de dag dat de communisten de stad overnamen.
Na 1984 werd de stad een belangrijke havenplaats. De internationale handel nam een hoge vlucht met veel scheepvaartverkeer tot gevolg. Het hoofdkantoor van de Chinese noordelijke vloot is er gevestigd.
In 2008 werden in de havenstad de zeilwedstrijden van de Olympische Zomerspelen gehouden. Opvallend omdat van de locatie waar werd gezeild bekend is dat er juist weinig wind staat en omdat het ver van Peking ligt. De stad werd, ter voorbereiding op deze spelen, sterk gemoderniseerd.

## Ligging en klimaat
Qingdao ligt aan de zuidkust van het Shandong-schiereiland. De stad heeft een oppervlakte van 10.654 km². Het terrein is hoofdzakelijk vlak, maar ongeveer een zevende is hoogland. De hoogste piek ligt op 1133 meter boven zeeniveau.
Het klimaat wordt beïnvloed door de moesson. Het ligt op de grens van een vochtig subtropisch klimaat, volgens de klimaatclassificatie van Köppen Cwa en een vochtig continentaal klimaat (Dwa). De winters zijn koud met veel wind, maar meestal met weinig neerslag terwijl de zomers heet en vochtig zijn. Door de invloed van de zee zijn er geen extreem hete of koude dagen. De jaarlijkse gemiddelde temperatuur is 13°C en de koudste maand is januari met een gemiddelde van -0,2°C. Augustus is de warmste maand met een gemiddelde van 25,4°C. Er valt tussen de 600 en 700 millimeter neerslag per jaar, waarbij de zomer de natste periode is.
| Maand                  | jan  | feb  | mrt | apr  | mei  | jun  | jul  | aug  | sep  | okt  | nov  | dec  | Jaar |
| ---------------------- | ---- | ---- | --- | ---- | ---- | ---- | ---- | ---- | ---- | ---- | ---- | ---- | ---- |
| Gemiddeld maximum (°C) | 2,8  | 4,6  | 9,0 | 15,0 | 20,3 | 23,7 | 27,1 | 28,4 | 25,3 | 19,8 | 12,3 | 5,7  | 16,2 |
| Gemiddeld minimum (°C) | −3,3 | −1,9 | 2,3 | 7,9  | 13,2 | 17,8 | 22,2 | 23,0 | 18,9 | 13,1 | 5,9  | −0,5 | 9,9  |
|                        |      |      |     |      |      |      |      |      |      |      |      |      |      |
| Neerslag (mm)          | 11   | 12   | 21  | 35   | 55   | 84   | 142  | 151  | 63   | 48   | 28   | 12   | 662  |
| Bron: WeerOpReis.com   |      |      |     |      |      |      |      |      |      |      |      |      |      |

## Economie
De stad is bekend om het Tsingtao-bier, de elektronicaproducent Hisense en de producent van witgoed Haier. Er is ook een grote staalproducent gevestigd, Qingdao Special Iron and Steel, die deel uitmaakt van de CITIC Pacific Special Steel Group.
De stad wordt voor wegvervoer onder meer ontsloten door de G15, G18 en G20 autosnelwegen. De langste overzeese brug ter wereld, de Qingdao Haiwan-brug overbrugt de Jiaozhoubaai, bij Jiaozhou en verbindt de districten Licang en Huangdao van de stadsagglomeratie. Over de brug loopt de G22 autosnelweg naar het zuiden. Sinds 12 augustus 2021 is de Qingdao Jiaodong International Airport operationeel als regionale luchthaven, die de oude Qingdao Liuting International Airport verving dewelke ook vervolgens werd gesloten. Bij het treinverkeer werd in de jaren 1990 de hogesnelheidslijn Jinan-Qingdao in gebruik genomen, naast de oorspronkelijke spoorlijn Qingdao-Jinan. De lijn biedt verbindingen naar Peking, Shanghai, Hefei, Jinan en Tianjin. De snelste treinverbinding tussen Qingdao en Peking duurt 2 uur en 58 minuten.
Sinds 2015 vult de metro van Qingdao het bussen- en trolleybussennetwerk van de stad aan. In 2016 werd ook een tramlijn in gebruik genomen.

### Haven
In 2015 werd in de haven van Qingdao 500 miljoen ton goederen overgeslagen, dit is inclusief het nationale transport en de binnenvaart. Vijf jaar eerder, in 2010, was dit nog maar 350 miljoen ton. Het aantal overgeslagen containers was gegroeid van 12 miljoen TEU in 2010 naar 17,4 miljoen ton in 2015. De haven staat in de top 10 van grootste havens ter wereld.
Een ferrydienst verbindt Qingdao met Shimonoseki in Japan. Twee veerdiensten verbinden Qingdao met Zuid-Korea, een naar Incheon, de andere vaart tussen Qingdao en Gunsan.

## Partnersteden
- Shimonoseki (Japan, 1979)
- Long Beach (Verenigde Staten, 1985)
- Acapulco (Mexico, 1985)
- Odessa (Oekraïne, 1993)
- Daegu (Zuid-Korea, 1993)
- Nes Ziyyona (Israël, 1997)
- Velsen (Nederland, 1998)
- Southampton (Verenigd Koninkrijk, 1998)
- Puerto Montt (Chili, 1999)
- Galway (Ierland, 1999)
- Paderborn (Duitsland, 2003)
- Montevideo (Uruguay, 2004)
- Klaipėda (Litouwen, 2004)
- Bilbao (Spanje, 2004)
- Nantes (Frankrijk, 2005)
- Miami (Verenigde Staten, 2005)
- Brest (Frankrijk, 2006)
- Sint-Petersburg (Rusland, 2007)
- Oostende (België, 1991, met Esperantogroep La Konko)
- Dallas (Verenigde Staten)

## Geboren
- Hao Haidong (1970), voetballer
- Li Jiao (1971), Nederlands tafeltennisspeelster
- Zhang Juanjuan (1981), handboogschutster
- Huang Xiaoxiao (1983), atlete
- Ziyu He (1999), Oostenrijks violist

## Galerij

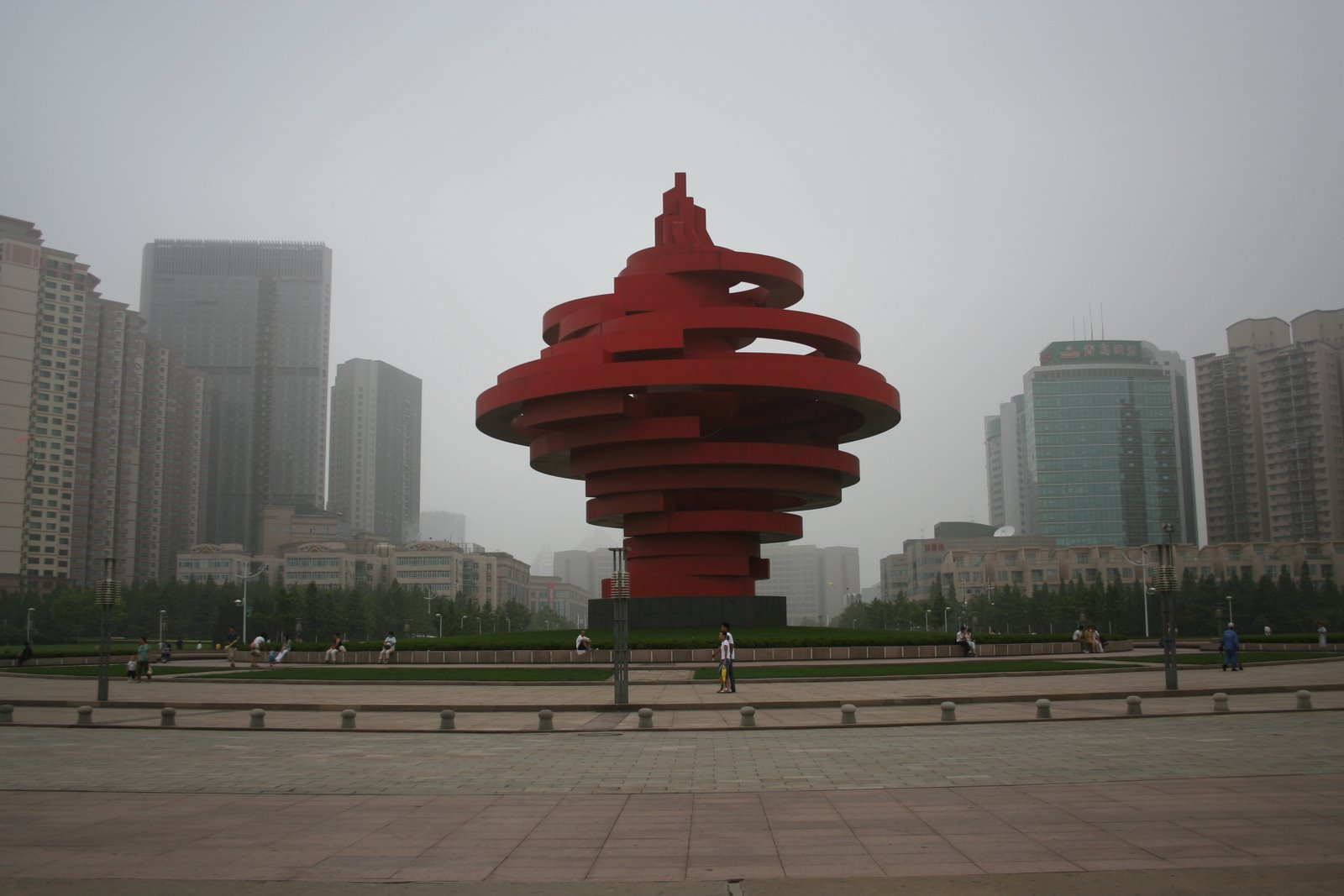
4 meiplein